# Derrek Lee
Derrek Leon Lee, né le 6 septembre 1975 à Sacramento (Californie) aux États-Unis, est un joueur de premier but des Ligues majeures de baseball qui a évolué dans la ligue de 1997 à 2011.
Derrek Lee est un gagnant de la Série mondiale 2003 avec les Marlins de la Floride. Invité deux fois au match des étoiles, il est lauréat de trois Gants dorés et d'un Bâton d'argent, Il est le champion frappeur de la Ligue nationale en 2005. 

## Carrière

### Padres de San Diego

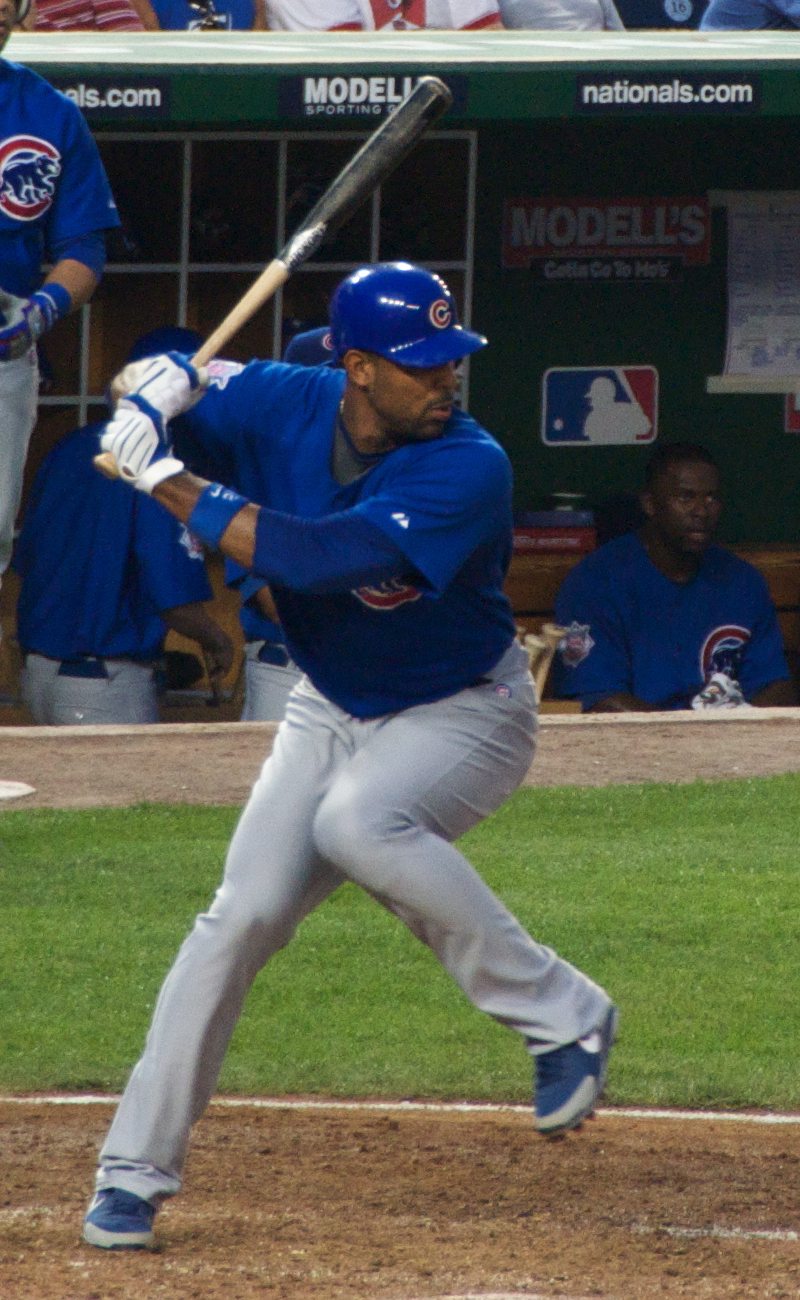
Derrek Lee au bâton en 2009.

Après des études secondaires à la El Camino High School à Sacramento (Californie), Derrek Lee est drafté le 3 juin 1993 par les Padres de San Diego au premier tour de sélection (14e choix). 
Lee fait ses débuts dans les majeures avec les Padres en 1997 et participe à 22 parties. Durant la saison morte, il passe aux Marlins de la Floride en compagnie des lanceurs Rafael Medina et Steve Hoff, en retour du partant Kevin Brown.

### Marlins de la Floride
Lee passe sept saisons avec les Marlins, faisant partie de l'équipe championne de la Série mondiale 2003. Il remporte cette année-là son premier Gant doré pour son excellence en défensive à sa position.

### Cubs de Chicago
Le 25 novembre 2003, les Marlins l'échangent aux Cubs de Chicago contre un autre joueur de premier but, Hee Seop Choi.
En 2005, il est champion frappeur de la Ligue nationale avec une moyenne au bâton de ,335. Il a aussi mené la ligue pour les coups sûrs (199), les doubles (50) et la moyenne de puissance (,662). Il a établi des sommets personnels de 46 circuits et 107 points produits cette saison-là. Sélectionné au match des étoiles à mi-saison, il reçoit un gant doré et un bâton d'argent puis termine troisième du vote désignant le meilleur joueur de la saison en Ligue nationale. 
En 2007, Derrek Lee remporte un autre Gant doré et une deuxième sélection au match des étoiles.
Lee termine neuvième du vote désignant le meilleur joueur de la saison en Ligue nationale en 2009.

### Braves d'Atlanta
Le 18 août 2010, Derrek Lee est échangé aux Braves d'Atlanta contre trois lanceurs droitiers des ligues mineures, Robinson Lopez, Tyrelle Harris et Jeffrey Lorick. 

### Orioles de Baltimore
Devenu agent libre après la saison 2010, il signe le 6 janvier 2011 un contrat d'un an avec les Orioles de Baltimore.

### Pirates de Pittsburgh
Le 31 juillet 2011, les Orioles échangent Lee aux Pirates de Pittsburgh en retour d'un joueur de premier but des ligues mineures, Aaron Baker. Il joue bien en 28 parties pour Pittsburgh, au cours desquelles il réussit 34 coups sûrs et montre une moyenne au bâton de ,337. Il conclut la saison avec 19 circuits et 59 points produits en 113 parties pour les Orioles et les Pirates.

## Statistiques
| Saison | Équipe       | G    | AB   | R    | H    | 2B  | 3B | HR  | RBI  | SB  | BA    |
| ------ | ------------ | ---- | ---- | ---- | ---- | --- | -- | --- | ---- | --- | ----- |
| 1997   | San Diego    | 22   | 54   | 9    | 14   | 3   | 0  | 1   | 4    | 0   | 0,259 |
| 1998   | Floride      | 141  | 454  | 62   | 106  | 29  | 1  | 17  | 74   | 5   | 0,233 |
| 1999   | Floride      | 70   | 218  | 21   | 45   | 9   | 1  | 5   | 20   | 2   | 0,206 |
| 2000   | Floride      | 158  | 477  | 70   | 134  | 18  | 3  | 28  | 70   | 0   | 0,281 |
| 2001   | Floride      | 158  | 561  | 83   | 158  | 37  | 4  | 21  | 75   | 4   | 0,282 |
| 2002   | Floride      | 162  | 581  | 95   | 157  | 35  | 7  | 27  | 86   | 19  | 0,270 |
| 2003   | Floride      | 155  | 539  | 91   | 146  | 31  | 2  | 31  | 92   | 21  | 0,271 |
| 2004   | Chicago Cubs | 161  | 605  | 90   | 168  | 39  | 1  | 32  | 98   | 12  | 0,278 |
| 2005   | Chicago Cubs | 158  | 594  | 120  | 199  | 50  | 3  | 46  | 107  | 15  | 0,335 |
| 2006   | Chicago Cubs | 50   | 175  | 30   | 50   | 9   | 0  | 8   | 30   | 8   | 0,286 |
| 2007   | Chicago Cubs | 150  | 567  | 91   | 180  | 43  | 1  | 22  | 82   | 6   | 0,317 |
| 2008   | Chicago Cubs | 155  | 623  | 91   | 181  | 41  | 3  | 20  | 90   | 8   | 0,291 |
| 2009   | Chicago Cubs | 141  | 532  | 91   | 163  | 36  | 2  | 35  | 111  | 1   | 0,306 |
| 2010   | Chicago Cubs | 109  | 418  | 63   | 105  | 21  | 0  | 16  | 56   | 1   | 0,251 |
| 2010   | Atlanta      | 39   | 129  | 17   | 37   | 14  | 0  | 3   | 24   | 0   | 0,287 |
| Totaux | Totaux       | 1829 | 6527 | 1026 | 1843 | 415 | 28 | 312 | 1019 | 102 | 0,282 |

| Saison | Équipe       | G  | AB  | R  | H  | 2B | 3B | HR | RBI | SB | BA    |
| ------ | ------------ | -- | --- | -- | -- | -- | -- | -- | --- | -- | ----- |
| 2003   | Floride      | 17 | 72  | 6  | 15 | 3  | 0  | 1  | 8   | 2  | 0,208 |
| 2007   | Chicago Cubs | 3  | 12  | 1  | 4  | 0  | 0  | 0  | 0   | 0  | 0,333 |
| 2008   | Chicago Cubs | 3  | 11  | 2  | 6  | 3  | 0  | 0  | 0   | 0  | 0,545 |
| 2010   | Atlanta      | 4  | 16  | 2  | 37 | 2  | 0  | 0  | 0   | 0  | 0,125 |
| Totaux | Totaux       | 27 | 111 | 11 | 27 | 6  | 0  | 1  | 8   | 2  | 0,243 |

Note : G = Matches joués ; AB = Passages au bâton; R = Points ; H = Coups sûrs ; 2B = Doubles ; 3B = Triples ; 
HR = Coup de circuit ; RBI = Points produits ; SB = Buts volés ; BA = Moyenne au bâton.